# Гаревляна
Гаревляна — деревня в Оханском городском округе Пермского края России.

## История
Известна с 1782—1783 годов. Первоначально была известна как деревня Черногубова. Своё современное название получила в 1858 году. До 2018 года входила в состав ныне упразднённого Андреевского сельского поселения Оханского района.

## География
Деревня находится в южной части района, в пределах восточной части Оханской возвышенности, на берегах реки Ошап, на расстоянии приблизительно 21 километра (по прямой) к юго-западу от города Оханска, административного центра округа. Абсолютная высота — 119 метров над уровнем моря. Через деревню проходит муниципальная автодорога «Острожка-Беляевка».
Климат
Климат характеризуется как умеренно континентальный. Средняя многолетняя температура самого холодного месяца (января) составляет −17,3 °С, температура самого тёплого (июля) — 24,8 °С. Среднегодовое количество осадков — более 738 мм. Максимальное количество осадков приходится на летний период.

## Население
| 2010 | 2016 |
| ---- | ---- |
| 88   | ↗96  |

Половой состав
По данным Всероссийской переписи населения 2010 года в половой структуре населения мужчины составляли 51,1 %, женщины — соответственно 48,9 %.
Национальный состав
Согласно результатам переписи 2002 года, в национальной структуре населения русские составляли 100 % из 95 чел.